# Jake Zyrus
Jake Zyrus, dříve známý pod mononymem Charice, celým jménem Charmaine Clarice Relucio Pempengco (* 10. května 1992, Cabuyao, Filipíny) je filipínský zpěvák a herec.

## Kariéra
V roce 2010 vydal své debutové album Charice, které obsadilo osmé místo v žebříčku nejprodávanějších alb USA. Spolupracoval na něm s producentem a skladatelem Davidem Fosterem. Celosvětovou oblibu získal jeho singl „Pyramid“. Světoznámá moderátorská hvězda Oprah Winfrey jej navíc svého času nazvala nejtalentovanější dívkou světa.

## Soukromý život
Dne 2. června 2013 provedl veřejný coming out jako lesba. V červnu 2017 se představil pod svým novým jménem Jake Zyrus.